# Brvenik (gmina Raška)
Brvenik (cyr. Брвеник) – wieś w Serbii, w okręgu raskim, w gminie Raška. W 2011 roku liczyła 64 mieszkańców.